# Johannes Forssberg
Erik Johannes Forssberg, född 13 oktober 1986, är en svensk jurist och journalist, som mellan 2006 och 2017 arbetade som ledarskribent och krönikör på obundna liberala Expressen och mellan 2013 och 2015 även var krönikör på tidskriften Fokus. 
Johannes Forssberg tog år 2017 juristexamen och har därefter arbetat på stiftelsen Centrum för rättvisa där han bland annat har varit ombud för stiftelsens klienter i Högsta domstolen.  
Johannes Forssberg har även medverkat som debattör i Hörstadius i TV 8 och Studio Ett i Sveriges Radio P1 samt en rad andra program i SVT, Sveriges Radio och TV4. 

Johannes Forssberg är bror till Manne Forssberg. 